# Felsővenice
Felsővenice (románul: Veneția de Sus) település Romániában, Brassó megyében.

## Fekvése
Alsóvenicétől délkeletre fekvő település.

## Története

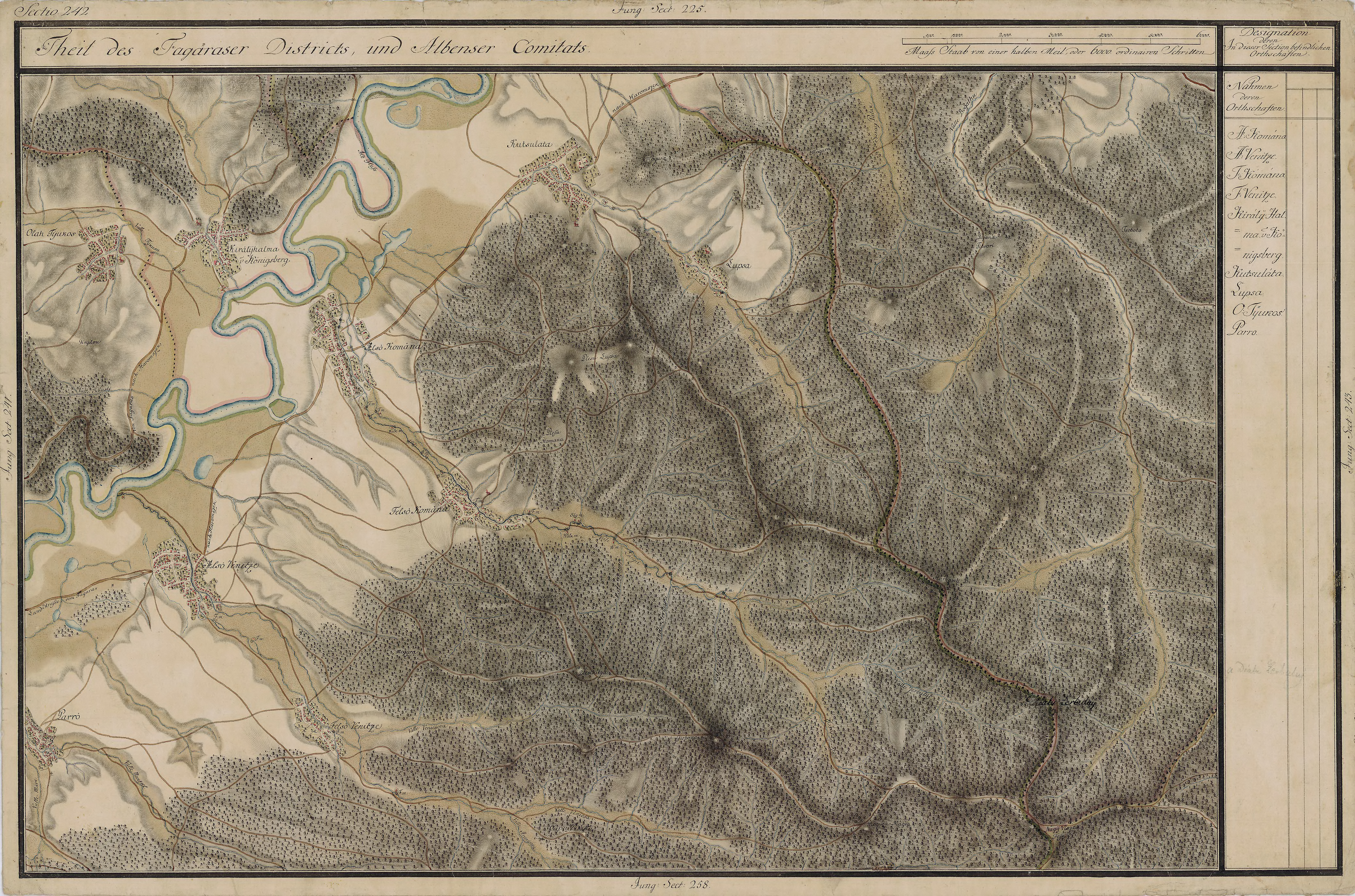
Alsó-és Felsővenice környéke egy régi térképen

Nevét 1589-ben említette először oklevél Felsö Venecze néven. Későbbi névváltozatai: 1601-ben Felseo Venecze, 1632-ben Felseo  Venicze,  1637-ben Felseo  Uenicze, 1733-ban és 1750-ben  Felsö-Venicze, 1805-ben Venitze, 1808-ban  Venicze  (Felső-), 1888-ban Felső-Venicze (Venetia-superior), 1910-ben Felső-Venice.
1610-ben Felseo Uenicze Alsó-Venicével együtt I. Rákóczi György birtoka volt.
A trianoni békeszerződés előtt Fogaras vármegye Sárkányi járásához tartozott. 1910-ben 682 lakosából 630 román, 46 magyar volt. Ebből 633 görögkeleti ortodox, 14 görögkatolikus, 15 református volt.